# Parsa (district)

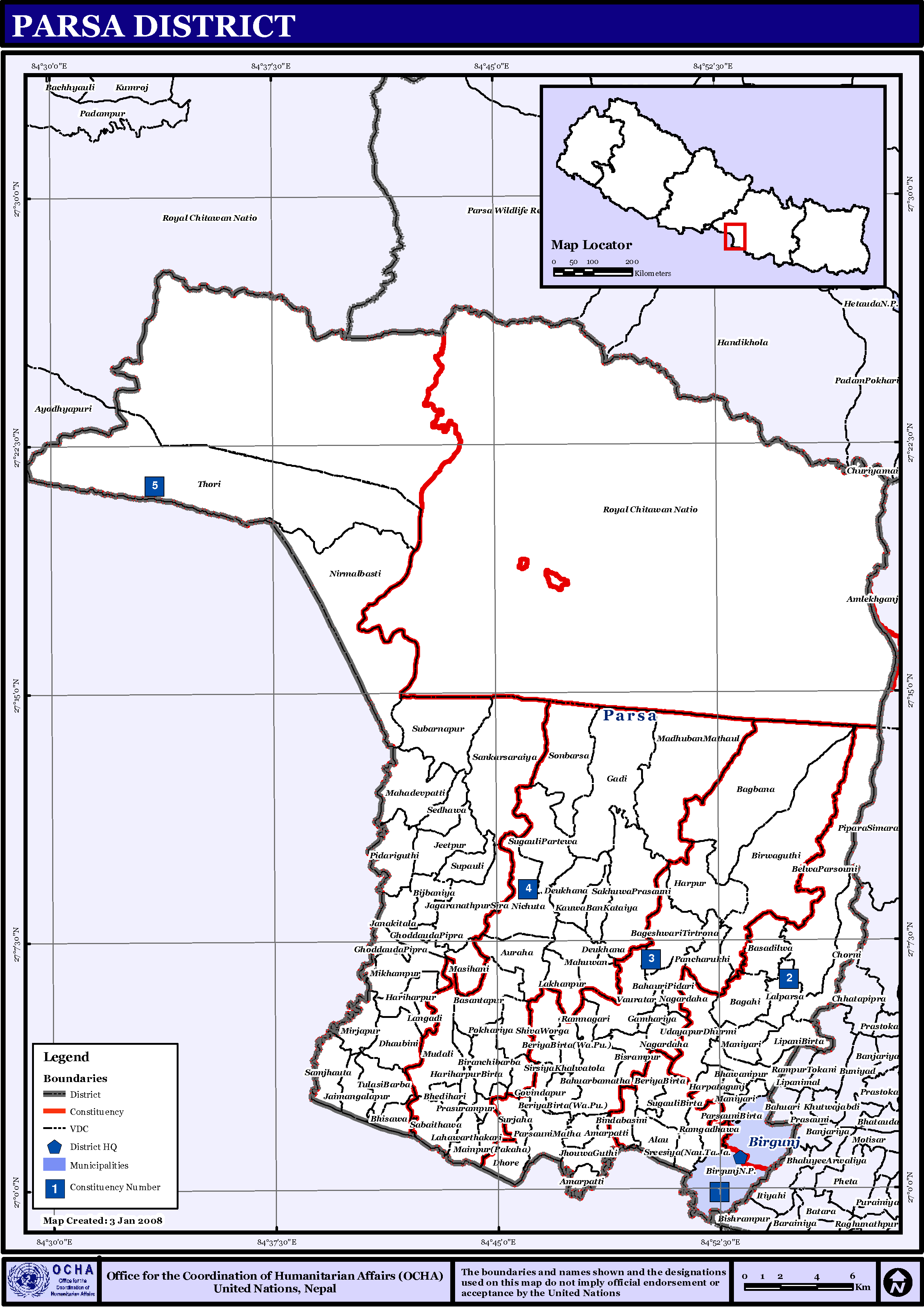
Kaart van Parsa

Parsa (Nepalees: पर्सा) is een van de 75 districten van Nepal. Het district is gelegen in de bestuurlijke zone Narayani en de hoofdstad is Birganj.

## Stedenendorpscommissies[2][3]
- Stad: Nepalees: nagarpalika of N.P.; Engels: municipality;
- Dorpscommissie: Nepalees: panchayat; Engels: village development committee of VDC.

- Steden (1): Birganj (of: Birgunj).
- Dorpscommissies (82): Alau, Amarpati, Auraha, Bagahi , Bagbana, Bageswori Tirtrona (of: Bageshwari Titrona), Bahauarbamatha (of: Bahuarbamatha), Bahauri Pidari, Basadilwa, Basantpur, Belwa Parsouni (of: Belwa Parsauni), Beriya Birta (of: Bairiya Birta (Nau.Ta.Ja.)), Beriya Birta (Wa.Pu) (of: Bairiya Birta (Da.Pu.)), Bhawanipur, Bhedihari, Bhisawa, Bijbaniya, Bindabasini, Biranchibarba (of: Biranchibarwa), Birwaguthi, Bisrampur (of: Bishrampur), Chorni, Deukhana, Dhaubini, Dhore, Gadi, Gamhariya, Ghoddauda Pipra (of: Ghaudhdaur Pipara), Govindapur, Hariharpur (of: Hariharpur (Nau.Ta.Ja.)), Hariharpur Birta, Harpatagunj, Harpur, Jagaranathpur Sira (of: Jagarnathpur), Jaimangalapur, Janakaitala (of: Janakitola), Jeetpur, Jhouwa Guthi, Kauwa Ban Kataiya, Lahawarthakari, Lakhanpur, Lal Parsa, Langadi, Lipani Birta, Madhuban Mathaul, Mahadevpatti, Mahuwan, Mainpur (Pakaha), Maniyari, Masihani, Mikhampur (of: Bhikhampur), Mirjapur, Mudali, Nagardaha, Nichuta, Nirmal Basti, Pancharukhi, Parsauni Birta, Parsauni Matha, Pidariguthi, Pokhariya, Prasurampur, Ramanagari, Ramgadhawa, Sabaithawa, Sakhuwa Prasauni, Samjhauta, Sankar Saraiya (of: Shankar Saraiya), Sedhawa, Shiva Worga (Patwaritolabarwa) (of: Shibarwa), Sirsiya Khalwatola, Sonbarsa, Sreesiya (of: Sreesiya (Nau.Ta.Ja.)), Subarnapur, Sugauli Birta, Sugauli Partewa, Supauli, Surjaha, Thori, Tulasi Barba (of: Tulasi Barwa), Udayapur Dhurmi (of: Udayapur Ghurmi), Vauratar.

Achham · 
Arghakhanchi · 
Baglung · 
Baitadi · 
Bajhang · 
Bajura · 
Banke · 
Bara · 
Bardiya · 
Bhaktapur · 
Bhojpur · 
Chitwan · 
Dadeldhura · 
Dailekh · 
Dang · 
Darchula · 
Dhading · 
Dhankuta · 
Dhanusa · 
Dolkha · 
Dolpa · 
Doti · 
Gorkha · 
Gulmi · 
Humla · 
Ilam · 
Jajarkot · 
Jhapa · 
Jumla · 
Kailali · 
Kalikot · 
Kanchanpur · 
Kapilvastu · 
Kaski · 
Kathmandu · 
Kavrepalanchok · 
Khotang · 
Lalitpur · 
Lamjung · 
Mahottari · 
Makwanpur · 
Manang · 
Morang · 
Mugu · 
Mustang · 
Myagdi · 
Nawalparasi · 
Nuwakot · 
Okhaldhunga · 
Palpa · 
Panchthar · 
Parbat · 
Parsa · 
Pyuthan · 
Ramechhap · 
Rasuwa · 
Rautahat · 
Rolpa · 
Rukum · 
Rupandehi · 
Salyan · 
Sankhuwasabha · 
Saptari · 
Sarlahi · 
Sindhuli · 
Sindhulpalchok · 
Siraha · 
Solukhumbu · 
Sunsari · 
Surkhet · 
Syangja · 
Tanahu · 
Taplejung · 
Terhathum · 
Udayapur